# Abella de la Conca
Abella de la Conca là một đô thị trong tỉnh Lleida, cộng đồng tự trị Catalunya Tây Ban Nha. Đô thị này có diện tích là 78,27 ki-lô-mét vuông, dân số năm 2009 là 183 người với mật độ 2,34 người/km². Đô thị này có cự ly km so với tỉnh lỵ Lleida.